# Claes Hultling
Claes Hultling, född 24 mars 1953, är en svensk narkosläkare, föreläsare och samhällsdebattör.

## Biografi
Hultling växte upp de första tio åren på Lidingö utanför Stockholm och därefter åtta år i Västerås. Han gjorde ett år på gymnasium i Davis i Kalifornien, ett av University of Californias universitetsområden. Hemmet var borgerligt och präglades av fadern Arthur Hultlings skådespeleri. Claes Hultling är bror till sportjournalisten Katarina Hultling.
När Hultling läste medicin träffade han sin blivande fru. Han har en son som var det första barnet i världen att födas med en ryggmärgsskadad man som far med hjälp av In vitro-fertilisering.
Den 31 maj 1984, tre veckor före sitt eget bröllop, dök Claes Hultling på en sten och bröt nacken. Han blev förlamad från bröstet och ned. Hultling har sedan dess ägnat sitt liv åt rehabiliteringsmedicin för ryggmärgsskadade personer.

## Stiftelsen Spinalis
Claes Hultling är tillsammans med Richard Levi grundaren till Stiftelsen Spinalis där han är verkställande direktör samt grundare till Spinaliskliniken, en specialistklinik för personer med ryggmärgsskada på Rehab Station Stockholm, där han är verksam läkare. Stiftelsen Spinalis är en allmännyttig stiftelse, vars huvudmål är att främja forskning och behandlingsutveckling inom ryggmärgsskadeområdet.

### Bakgrund
Claes Hultling och Richard Levi, specialist i neurologi och rehabiliteringsmedicin, chef för sektionen för Neurorehabilitering på Karolinska Institutet samt professor i Rehabiliteringsmedicin i Umeå, arbetade med ryggmärgsskadade i USA och Australien. Därefter bestämde de sig för att starta ett ryggmärgsskadecenter i Stockholm.
Hans Norberg från Luleå bröt nacken i en ishockeymatch i Elitserien i januari 1989. Det födde idén att använda ishockey-VM 1989 som en plattform för att starta ett svenskt sponsringsprogram för Spinalis verksamhet. Totalt inbringade Globen-arrangemanget knappt en halv miljon kronor. 

## Utmärkelser

### RFSU-pris
År 2002 tilldelades han RFSU-priset för sitt orädda och enträgna arbete för att öka öppenheten kring sexualitet och funktionsnedsättning. 
Ur motiveringen: 
"Claes Hultling har varit banbrytande i sitt arbete för att sexualiteten ska ses som central för välbefinnandet även i en funktionshindrad människas liv. Han har banat väg för att både kvinnor och män med ryggmärgsskada ska kunna få barn, och kämpat mot tabun kring att vara förälder i rullstol."

### H.M. Konungens medalj
År 2005 tilldelades han H.M. Konungens medalj i 12:e storleken i högblått band.
Ur motiveringen:
"För banbrytande insatser för utveckling av vården av personer med funktionsnedsättning, främst ryggmärgsskadade."

### Årets Företagare
År 2006 blev han utnämnd till Årets Företagare i Solna 2005 av Företagarna, Handelskammaren, Solna Nyföretagarcentrum och Solna stad. Priset delades ut av stadens borgmästare Lars-Erik Salminen.
Ur motiveringen:
"Claes Hultling är i högsta grad en god förebild och synnerligen engagerad i sin verksamhet Spinalis. Utan Claes engagemang och envishet skulle tillvaron för många ryggmärgsskadade vara mycket gråare och säkert mycket svårare."

### Anders Carlbergs minnespris för livsgärning
I november 2023 tilldelades Claes Hultling Anders Carlbergs minnespris för sin livsgärning. 
”Där andra ser ett halvtomt glas, ser Claes Hultling ett halvfullt glas. När Claes bröt nacken, för nästan fyrtio år sedan vägrade han ge upp och bli ett paket. Han sadlade om, vidareutbildade sig till behandlande rehabiliteringsläkare och arbetar sedan dess målmedvetet för medicinska och mänskliga rättigheter för människor i rullstol. Han har varit med och startat Spinaliskliniken och arbetar fortfarande kliniskt. Idén var att det skulle lukta olivolja och vitlök i stället för urin och desinficeringsmedel. Claes har senare startat liknande verksamheter i afrikanska länder och med sig själv som exempel, har han doktorerat på hur förlamade män kan få egna biologiska barn. Claes Hultling har fyllt 70 år och ger aldrig upp,” skriver juryn i sin motivering till priset. 

## Andra uppdrag och nuvarande
År 2009 - 2010 var Claes Hultling gästprofessor vid den neurokirurgiska kliniken på Stanford University i USA för att bidra med sina livskunskaper och som specialist i rehabiliteringsmedicin inom ryggmärgsskadeområdet. 
År 2010 blev Claes Hultling medlem i S:t Eriks ögonsjukhus styrelse.
År 2018 utnämndes Claes Hultling till adjungerad professor på Sophiahemmets högskola.
Vid flera tillfällen har Claes Hultling medverkat i radioprogram på Sveriges Radio som "Tankar för dagen".
Hultling arbetar bland annat med Botswanaprojektet, med syfte att utveckla en nationell rehabiliteringsklinik för personer med ryggmärgsskada. Stiftelsen Spinalis startade projektet, med personal från Spinaliskliniken och Rehab Station Stockholm. Det är ett samarbete med Sida och Botswanas hälsoministerium.